# Hydroporus notabilis
Hydroporus notabilis är en skalbaggsart som beskrevs av Leconte 1850. Hydroporus notabilis ingår i släktet Hydroporus och familjen dykare. Arten är reproducerande i Sverige. Inga underarter finns listade i Catalogue of Life.